# Dieter Jasper

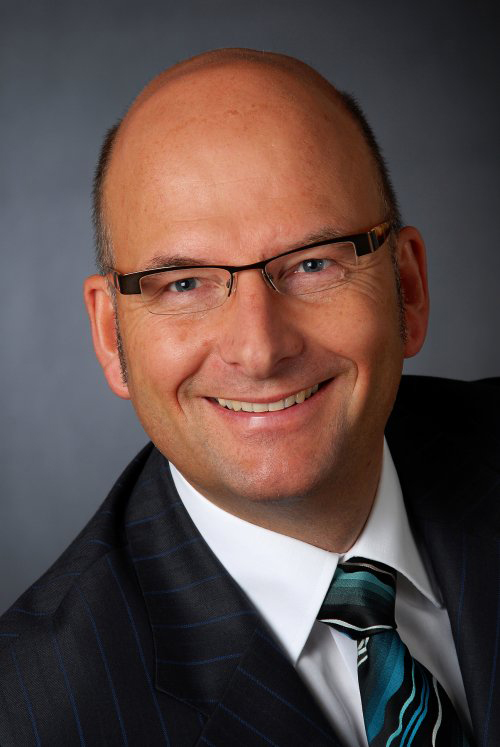
Dieter Jasper

Dieter Jasper (* 29. November 1962 in Hopsten) ist ein deutscher Unternehmer und Politiker (CDU). Von 2009 bis 2013 war er direkt gewählter Abgeordneter im Deutschen Bundestag für den Bundestagswahlkreis Steinfurt III.

## Leben

### Ausbildung
Jasper wurde als Sohn des Unternehmers Robert Jasper geboren, der gemeinsam mit seinem Bruder Paul die auf die Fertigung von Behältern und Apparaten aus Stahl und Edelstahl spezialisierte Josef Jasper GmbH & Co KG führte. 1969 wurde Dieter Jasper an der St.-Georg-Grundschule in Hopsten eingeschult, wechselte 1973 zum Städtischen Goethe-Gymnasium Ibbenbüren, wo er 1982 das Abitur ablegte.
Von 1982 bis 1983 leistete er den Grundwehrdienst beim Jagdbombergeschwader in Rheine. Im Anschluss studierte er bis 1990 Betriebswirtschaftslehre an der Westfälischen Wilhelms-Universität in Münster. Ab 1990 war er, zunächst als Angestellter und ab 1991 als geschäftsführender Gesellschafter, im familieneigenen Unternehmen tätig.

### Parteilaufbahn
Jasper ist Sprecher der Sektion Steinfurt des nordrhein-westfälischen Wirtschaftsrates der CDU und stellvertretender Landesschatzmeister der Mittelstands- und Wirtschaftsvereinigung der CDU Nordrhein-Westfalen.

### Abgeordnetentätigkeit
2004 bewarb er sich zum ersten Mal für eine Bundestagskandidatur, die CDU stellte jedoch Philipp Freiherr Heereman von Zuydwyck für den Wahlkreis Steinfurt III auf. Bei der Kandidatur für die Bundestagswahl 2009 setzte er sich Ende 2008 innerhalb der CDU gegen Heereman und Karl-Heinz Hagedorn durch. Im September 2009 wurde er mit 2765 Stimmen Vorsprung vor dem Zweitplatzierten Reinhold Hemker (SPD) in den Bundestag gewählt. Für die Bundestagswahl 2013 trat Jasper nicht nochmal an und schied somit am 22. Oktober 2013 aus dem Bundestag aus.
Im Bundestag war Dieter Jasper ordentliches Mitglied im Ausschuss für Wirtschaft und Technologie und stellvertretendes Mitglied im Ausschuss für Arbeit und Soziales.

### Nicht anerkannter Doktorgrad
Anfang 2010 kam es zu einer Kontroverse um Jaspers Doktorgrad. Er hatte im April 2004 von der Schweizer Titelmühle „Freie Universität Teufen“ den akademischen Grad eines Doktors der Wirtschaftswissenschaften erworben. Im Januar 2010 erklärte Jasper auf Anfrage regionaler Medien, dass er seinen Doktorgrad nach der Bundestagswahl 2009 abgelegt habe, weil er in Deutschland nicht anerkannt sei.
Politiker der SPD, der Grünen und der Linken forderten daraufhin Jaspers Rücktritt, da der „gekaufte Grad im Wahlkampf eine große Rolle gespielt“ habe und Jasper daher „unter falschen Voraussetzungen gewählt worden“ sei. Sie strengten deshalb eine Wahlprüfung durch den Bundestagspräsidenten an. Jasper trat in der Folge aus dem Aufsichtsrat der Volksbank Tecklenburger Land zurück.
Am 4. März 2010 entschied Bundestagspräsident Norbert Lammert (CDU), keinen Widerspruch beim Wahlprüfungsausschuss des Bundestages einzulegen. Ein zwischenzeitlich von der Staatsanwaltschaft Münster initiiertes Ermittlungsverfahren gegen Jasper wegen Titelmissbrauchs wurde am 6. Mai 2010 gegen Auflage einer Zahlung von 5.000 EUR eingestellt. Jasper habe zwar Titelmissbrauch begangen, aber seine Schuld sei durch eine geständige Einlassung und Reue gekennzeichnet.

### Öffentliche Ämter und sonstiges Engagement
Jasper hält für seine Partei einen Sitz im Gemeinderat von Hopsten. Er engagiert sich beim Sozialverband VdK Deutschland, bei der Bürgerstiftung Tecklenburger Land in Ibbenbüren, und bei Sportler 4 a children's world, Lotte, sowie für Zartbitter in Münster.

### Privates
Dieter Jasper ist verheiratet und hat zwei Kinder.